# Antimonit

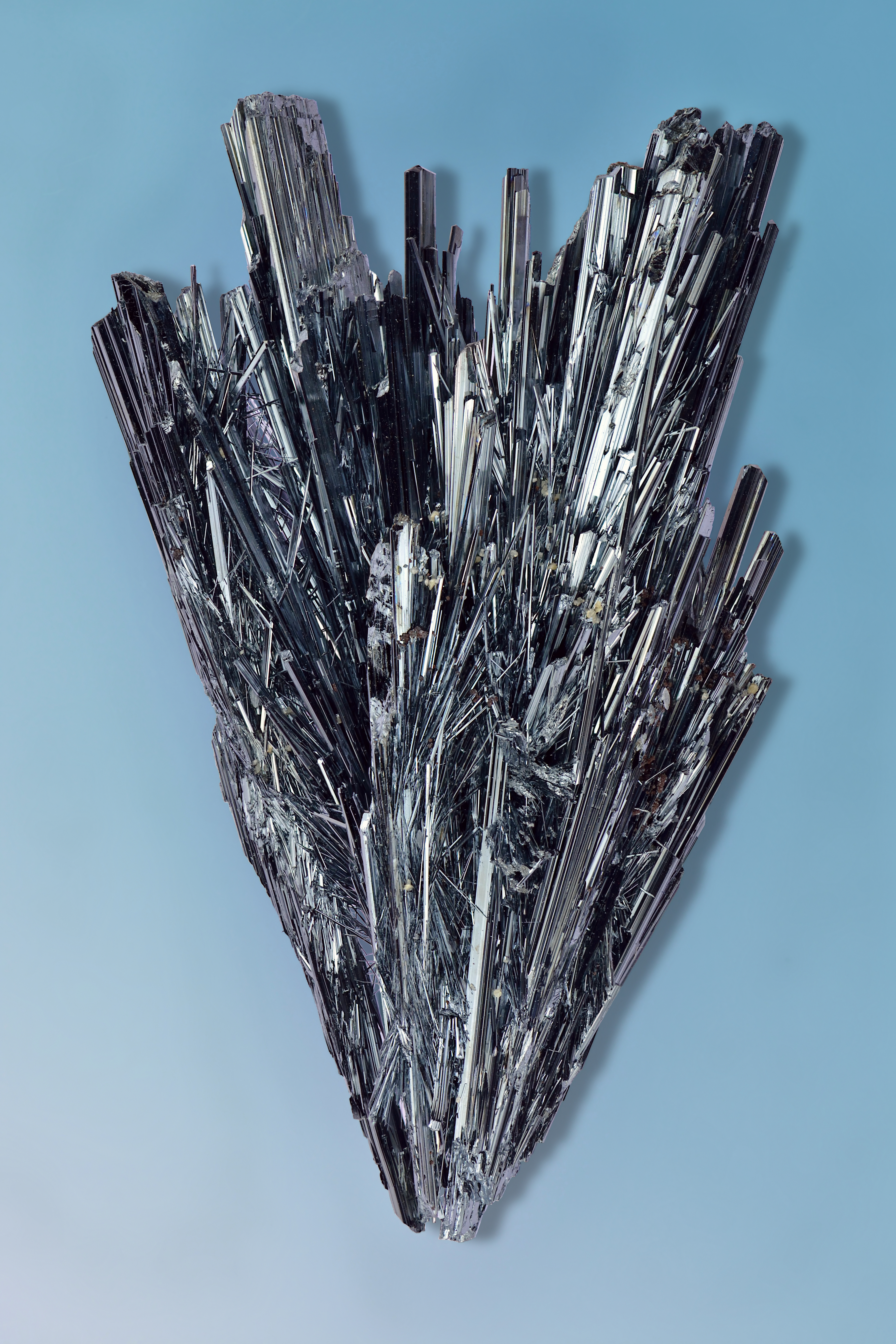
Antimonit

Az antimonit (stibnit, elavult neve: piskolt vagy piskolc) az antimon fontos érce, rombos kristályrendszerű szulfidásvány, a tetraedrit csoport ásványegyüttesébe tartozik. Rombos rendszerben kristályosodik. Leggyakoribb kristályalakja a hosszú prizma, gyakran hullámosan hajlott kristályok, sugaras tűs halmazok vagy finom tűk alkotta szövedékek.

## Kémiai és fizikai tulajdonságai
- Képlete: Sb2S3
- Kristályalak: rombos-oszlopos.
- Sűrűsége: 4,6-4,7  g/cm³.

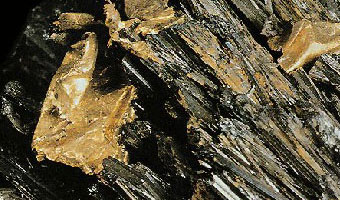
Antimonit kristályok, aranyszemcsékkel.

- Keménysége: 2,0 (a Mohs-féle keménységi skálán).
- Hasadása: az oszlopok mentén jól hasítható. Törési felületén keresztirányú sávozottság.
- Színe: ólomszürke, friss felülete enyhén zöldes árnyalatú.
- Fénye: fémes.
- Átlátszósága: opak.
- Pora:  ólomszürke, eldörzsölve vörös.
- Elméleti antimontartalma:  71,4%.

## Keletkezése
Magmás eredetű hidrotermás folyamatokban keletkezik.
Hasonló ásványok: bizmutin, piroluzit.
Kísérő ásványok: galenit, bizmutin, cinnabarit, pirit, arany, barit, kvarc.

## Előfordulása
Hidrotermás keletkezésű érctelepek előfordulásaiban található. Nagyobb előfordulásai találhatók Japánban, Kínában, Borneó területén, Romániában (Kapnikbányán), Szlovákiában (Selmecbányán), Olaszországban Siena környékén, Franciaországban, Peruban, Mexikóban, Bolíviában, az Egyesült Államokban Kaliforniában.

## Előfordulásai Magyarországon
A Börzsöny hegységben ritkaságként, Fertőrákoson, Gyöngyösorosziban kalcitba és kaolinba ágyazva, Mátraszentimrén kvarccal és pirittel közös telérben, Parádsasváron dácittufa repedéseiben, Telkibányán markazittal és szfalerittel, a Velencei-hegységben pedig galenittal közösen.

## Különös tulajdonsága
Elektromosan nem vezető.